# Renata Zarazúa

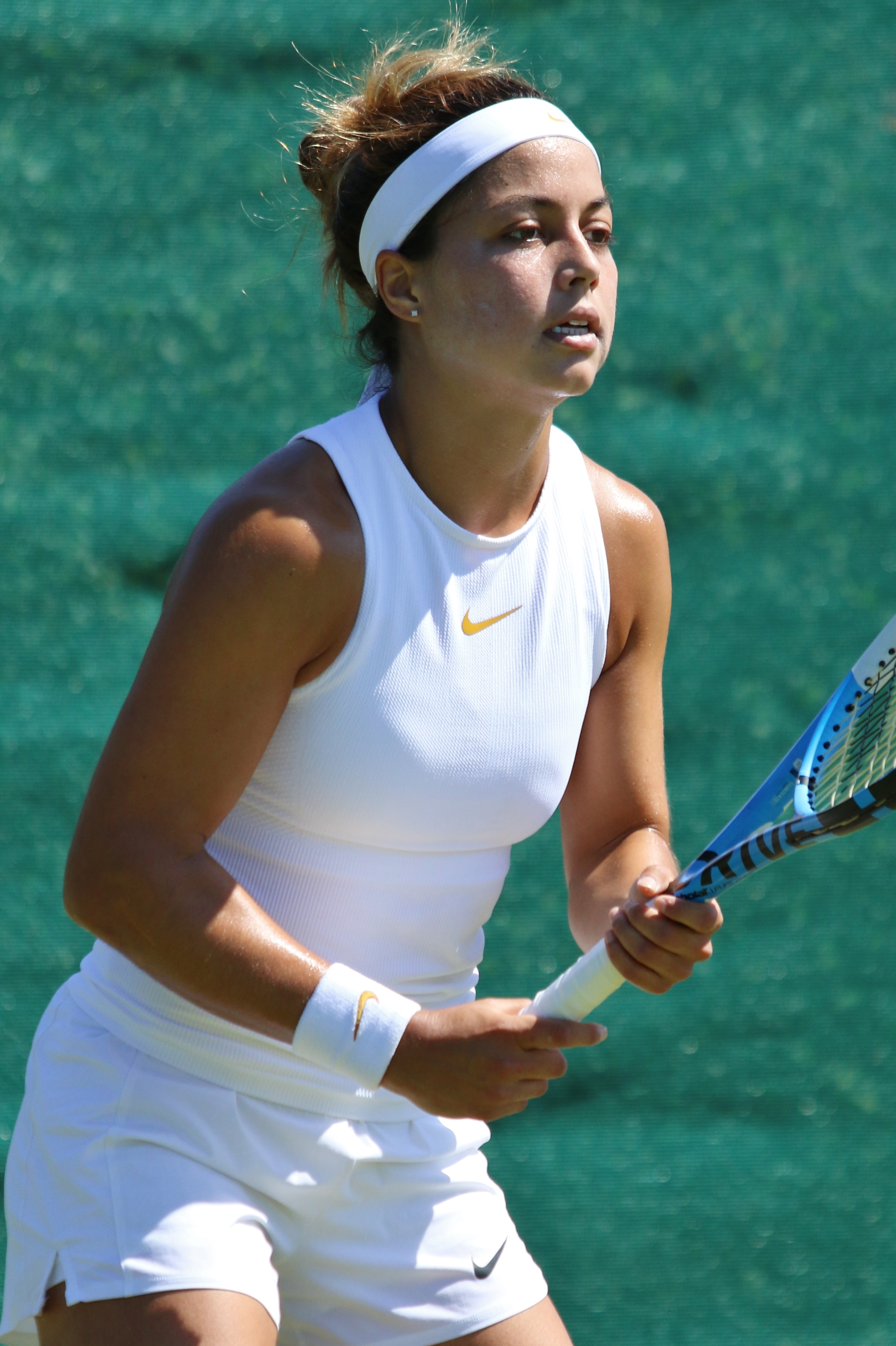
Wimbledon 2018 (kwalificatie)

Renata Zarazúa (Mexico-Stad, 30 september 1997) is een tennisspeelster uit Mexico. Zarazúa begon op vijfjarige leeftijd met het spelen van tennis. Haar favoriete ondergrond is gravel. Zij speelt rechtshandig en heeft een tweehandige backhand. Zij is actief in het internationale tennis sinds 2013.

## Loopbaan
In 2011 verhuisde Zarazúa naar Texas om aan de tennisacademie van Lavalle en John Roddick te gaan trainen.
In 2014 bereikte Zarazúa de halve finale van het junioren-dubbelspeltoernooi van Roland Garros. Later dat jaar speelde zij met Sofia Kenin op de Olympische Jeugdzomerspelen 2014 – daar behaalden zij de vierde plaats in het dubbelspel.
In september 2020 kwalificeerde Zarazúa zich voor het eerst voor een grandslamtoernooi op Roland Garros – zij won haar openingspartij van Française Elsa Jacquemot.
In augustus 2021 stond Zarazúa voor het eerst in een WTA-finale, op het toernooi van Concord – zij verloor van de Poolse Magdalena Fręch.
In december 2023 veroverde Zarazúa haar eerste WTA-titel, op het WTA 125-toernooi van Montevideo, door Française Diane Parry te verslaan.
In januari 2024 maakte zij haar entrée op de mondiale top 100 van het enkelspel. In februari won zij haar eerste WTA-dubbelspeltitel, op het WTA 125-toernooi van Puerto Vallarta, met Iryna Sjymanovitsj aan haar zijde. In november volgde haar tweede enkelspeltitel, in Charleston – in de finale was zij te sterk voor de Amerikaanse Hanna Chang.
In januari 2025 had Zarazúa haar dubbelspelgrandslamdebuut op het Australian Open samen met de Japanse Miyu Kato – zij bereikten er meteen de kwartfinale. Door dit resultaat betrad zij ook in het dubbelspel de top 100 van de wereldranglijst.

### Tennis in teamverband
Zarazúa speelde tussen 2015 en 2024 dertig keer voor Mexico op de Fed Cup – zij behaalde daar een winst/verlies-balans van 17–13.

## Posities op deWTA-ranglijst
Positie per einde seizoen:
| jaar | rang enkelspel | rang dubbelspel |
| ---- | -------------- | --------------- |
| 2013 | 862            | –               |
| 2014 | 1078           | –               |
| 2015 | 505            | 227             |
| 2016 | 291            | 204             |
| 2017 | 248            | 185             |
| 2018 | 258            | 144             |
| 2019 | 280            | 363             |
| 2020 | 142            | 299             |
| 2021 | 127            | 222             |
| 2022 | 350            | 239             |
| 2023 | 165            | 203             |
| 2024 | 60             | 156             |

## Resultaten grandslamtoernooien
| Legenda | Legenda                          |
| ------- | -------------------------------- |
| g.t.    | geen toernooi gehouden           |
| l.c.    | lagere categorie                 |
| –       | niet deelgenomen                 |
| G       | uitgeschakeld in de groepsfase   |
| 1R      | uitgeschakeld in de eerste ronde |
| 2R      | uitgeschakeld in de tweede ronde |
| 3R      | uitgeschakeld in de derde ronde  |
| 4R      | uitgeschakeld in de vierde ronde |
| KF      | uitgeschakeld in de kwartfinale  |
| HF      | uitgeschakeld in de halve finale |
| F       | de finale verloren               |
| W       | het toernooi gewonnen            |
| w-v     | winst/verlies-balans             |

### Enkelspel
| toernooi        | 2020 |    | 2024 | 2025 |
| --------------- | ---- | -- | ---- | ---- |
| Australian Open | –    | 1R | 2R   |      |
| Roland Garros   | 2R   | 1R | 1R   |      |
| Wimbledon       | g.t. | 1R | 2R   |      |
| US Open         | –    | 2R |      |      |

### Vrouwendubbelspel
| toernooi        | 2025 |
| --------------- | ---- |
| Australian Open | KF   |
| Roland Garros   | 2R   |
| Wimbledon       | 1R   |
| US Open         |      |

## Palmares
| Legenda                 |
| ----------------------- |
| Grandslamtoernooi       |
| Olympische Spelen       |
| Year-End Championships  |
| Premier Mandatory       |
| Premier Five / WTA 1000 |
| Premier / WTA 500       |
| International / WTA 250 |
| Challenger / WTA 125    |

### WTA-finaleplaatsen enkelspel
| nr.              | finale     | toernooi       | ondergrond | tegenstandster  | score         |         |
| ---------------- | ---------- | -------------- | ---------- | --------------- | ------------- | ------- |
| gewonnen finales |            |                |            |                 |               |         |
| 1.               | 2023-12-10 | WTA Montevideo | gravel     | Diane Parry     | 7-5, 3-6, 6-4 | details |
| 2.               | 2024-11-24 | WTA Charleston | gravel     | Hanna Chang     | 6-1, 7-6      | details |
| verloren finales |            |                |            |                 |               |         |
| 1.               | 2021-08-08 | WTA Concord    | hardcourt  | Magdalena Fręch | 3-6, 6-7      | details |

### WTA-finaleplaatsen vrouwendubbelspel
| nr.              | finale     | toernooi            | ondergrond | partner            | tegenstandsters                      | score            |         |
| ---------------- | ---------- | ------------------- | ---------- | ------------------ | ------------------------------------ | ---------------- | ------- |
| gewonnen finales |            |                     |            |                    |                                      |                  |         |
| 1.               | 2024-02-25 | WTA Puerto Vallarta | hardcourt  | Iryna Sjymanovitsj | Angelica Moratelli Camilla Rosatello | 6-2, 7-6         | details |
| verloren finales |            |                     |            |                    |                                      |                  |         |
| 1.               | 2024-06-09 | WTA Bari            | gravel     | Angelica Moratelli | Anna Danilina Irina Chromatsjova     | 1-6, 3-6         | details |
| 2.               | 2024-06-16 | WTA Valencia        | gravel     | Angelica Moratelli | Katarzyna Piter Fanny Stollár        | 1-6, 6-4, [8-10] | details |